# AEG G-Typen
Die AEG G.I-V waren Bomber der deutschen Fliegertruppe aus dem Ersten Weltkrieg.

## Entwicklung
Nachdem sich kurz nach dem Kriegsbeginn die Verwendung der kostspieligen Zeppeline für taktische Bombereinsätze als Fehlschlag erwiesen hatte – zahlreiche Luftschiffe mit ihren Besatzungen waren durch feindliche Flugabwehr und Unfälle verloren gegangen – wandte sich Ende 1914 die Inspektion der Fliegertruppe an die Flugzeughersteller, mittlere Bomber mit einer Bombenlast von etwa 250 bis 300 kg für taktische Bombereinsätze der neu aufzustellenden deutschen Kampfstaffeln zu entwickeln. Die Firma AEG begann daher 1915 mit der Entwicklung zweimotoriger Bomber.

### G.I
Erste Maschine in der G-Serie war die K.I (K=Kampfflugzeug), später in AEG G.I umbenannt; ein zweistieliger, verspannter Doppeldecker in Holzbauweise. Die Besatzung bestand aus dem Piloten und dem in einer Frontkanzel untergebrachten Beobachter, der über ein MG verfügte. Die Flugleistungen der untermotorisierten Maschine blieben unbefriedigend. Aufgrund der zudem noch ungenügenden Fertigungskapazitäten wurden nur wenige Exemplare gebaut.

### G.II u. G.III
Die Typen G.II (Erstflug 1915) und G.III (Erstflug 1916) erhielten Tragflächen größerer Spannweite und im hinteren Rumpf einen Kampfstand für einen Fliegerschützen als drittes Besatzungsmitglied, vor allem aber stärkere 150-PS-Benz-Bz.III- bzw. 220-PS-Mercedes-D.IV-Motoren. Trotzdem blieben auch diese Versionen noch zu langsam und schwer, und erst die G.III konnte in größerer Stückzahl geliefert werden.

### G.IV
Die AEG G.IV wurde Ende 1916 entwickelt und unterschied sich von der G.III äußerlich nur durch modifizierte Querruder, wurde aber durch Einbau von 260 PS leistenden Mercedes-D.IV-Reihenmotoren zu einem wirklich fronttauglichen Flugzeug. Die drei bis vier Besatzungspositionen konnten innerhalb des aus Stahlrohr, Sperrholz und Stoff bestehenden Rumpfes über Durchgänge bei Bedarf während des Fluges die Plätze tauschen. Die G.IV verfügte über acht Bombenaufhängungen, die Kraftstofftanks waren in der Mitte des Rumpfes zwischen dem Cockpit und dem hinteren Kampfstand angebracht. Neben der umfangreichen Cockpitausstattung mit Kompass, Neigungsmesser, Anzeiger für Reserve-Kraftstoff, Höhenmesser und Geschwindigkeitsanzeige verfügte sie über ein damals neuartiges Bombenzielgerät der Firma Zeiss. Das Zeiss-Gerät galt den alliierten Geräten als deutlich überlegen und war zudem für Nachteinsätze geeignet. Die Besatzungen erhielten darüber hinaus elektrisch beheizte Fliegerkleidung und Sauerstoffmasken. Neben einem Funkgerät war bei einigen Flugzeugen zudem eine Doppelsteuerung montiert. Außerdem verfügte das kompakte und stabile Flugzeug durch seine zwei MG-Stände und eine nach unten geöffnete Luke im Rumpf für den Fliegerschützen über beste Möglichkeiten zur Rundumverteidigung gegen feindliche Jagdflugzeuge. Mit 316 gelieferten Maschinen war die AEG G.IV eines der meistgebauten deutschen Großflugzeuge im Ersten Weltkrieg.

### G.IVK
Die als Schlachtbomber konzipierte G.IVK (Werknummer 500/16) mit Doppeldecker-Leitwerk, gepanzertem Rumpfbug und Motor blieb nur ein Prototyp, von dem fünf Flugzeuge gebaut und 1918 getestet wurden. Hauptwaffe war eine 20-mm-Becker-Kanone, die zur Bekämpfung von Erdzielen in einem drehbaren Gefechtsturm unter der Frontkanzel angebracht war. Um diese schwere Maschinenwaffe zu tragen, musste die Spannweite des Flugzeugs allerdings auf mehr als neun Meter erweitert werden.
Die G.IVB mit dreistieligen Tragflächen größerer Spannweite erschien in nur einem Exemplar und diente als Vorlage für die ein Jahr später als Langstreckenbomber gebaute AEG G.V.

### G.V
Bei der Baureihe G.V wurde versucht, durch Spannweitenvergrößerung die Tragkraft an die der anderen beiden Standardbomber Friedrichshafen G.III und Gotha G.V anzupassen. Damit war der Leitwerkshebelarm recht kurz und man installierte ein Doppeldecker-Leitwerk mit zwei dazwischenliegenden Seitenrudern. Die G.V absolvierte im Mai 1918 ihren Erstflug, erreichte eine Flugdauer von mehr als sechs Stunden, kam aber nicht mehr zum Einsatz.

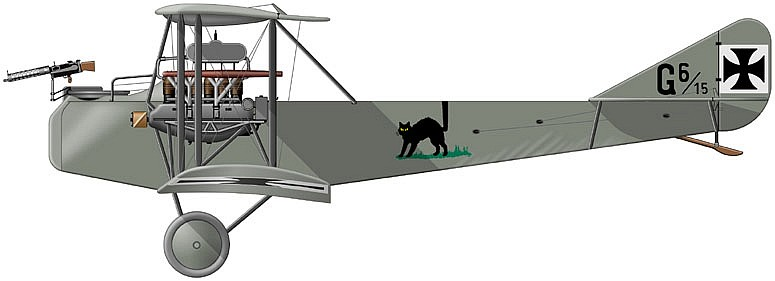
AEG G.II der BAO (Brieftauben Abteilung Ostende), Olt. Georg Zeumer/Lt. Manfred von Richthofen, Frankreich, September 1915
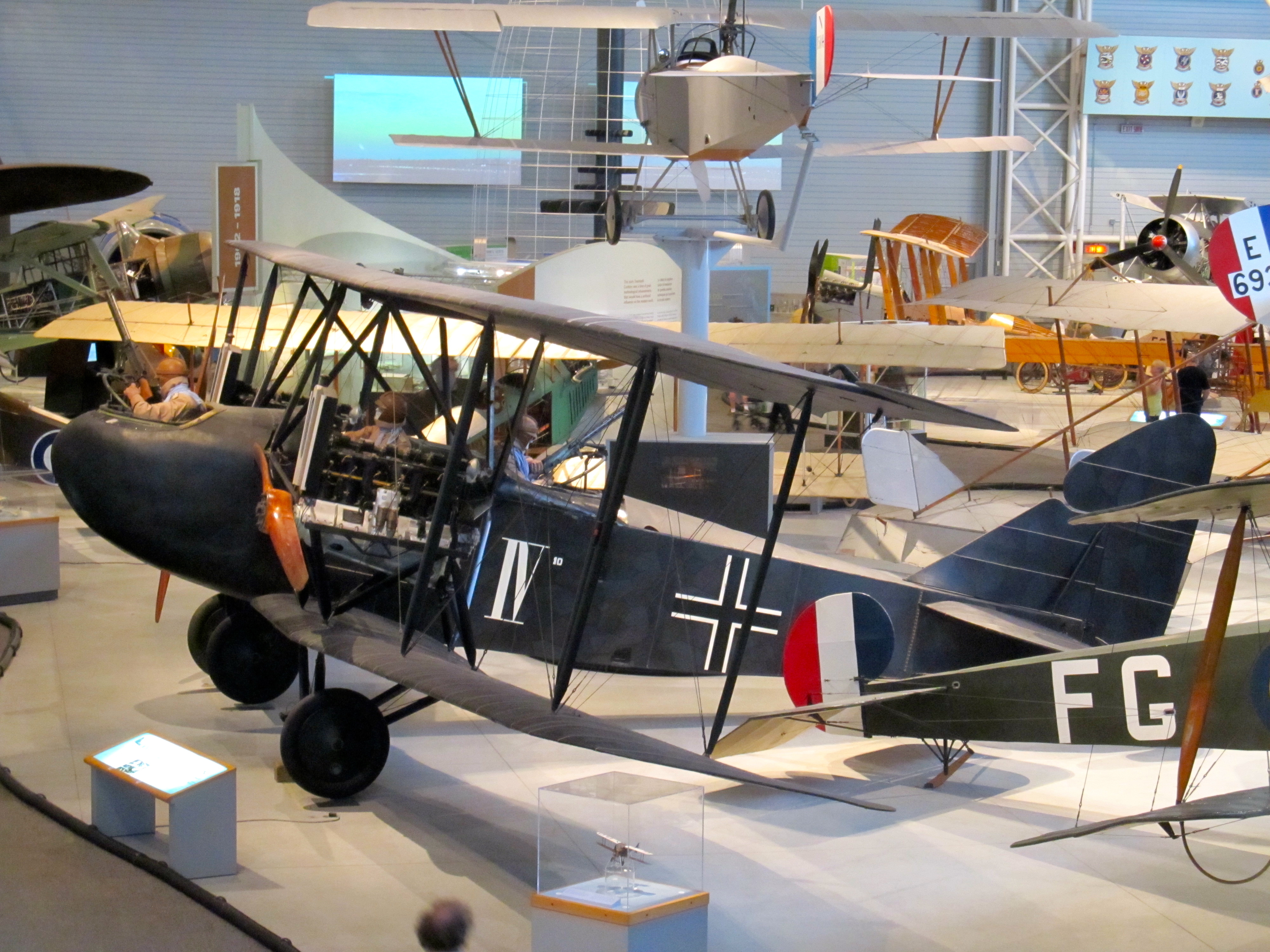
AEG G.IV im Canada Aviation and Space Museum, Ottawa
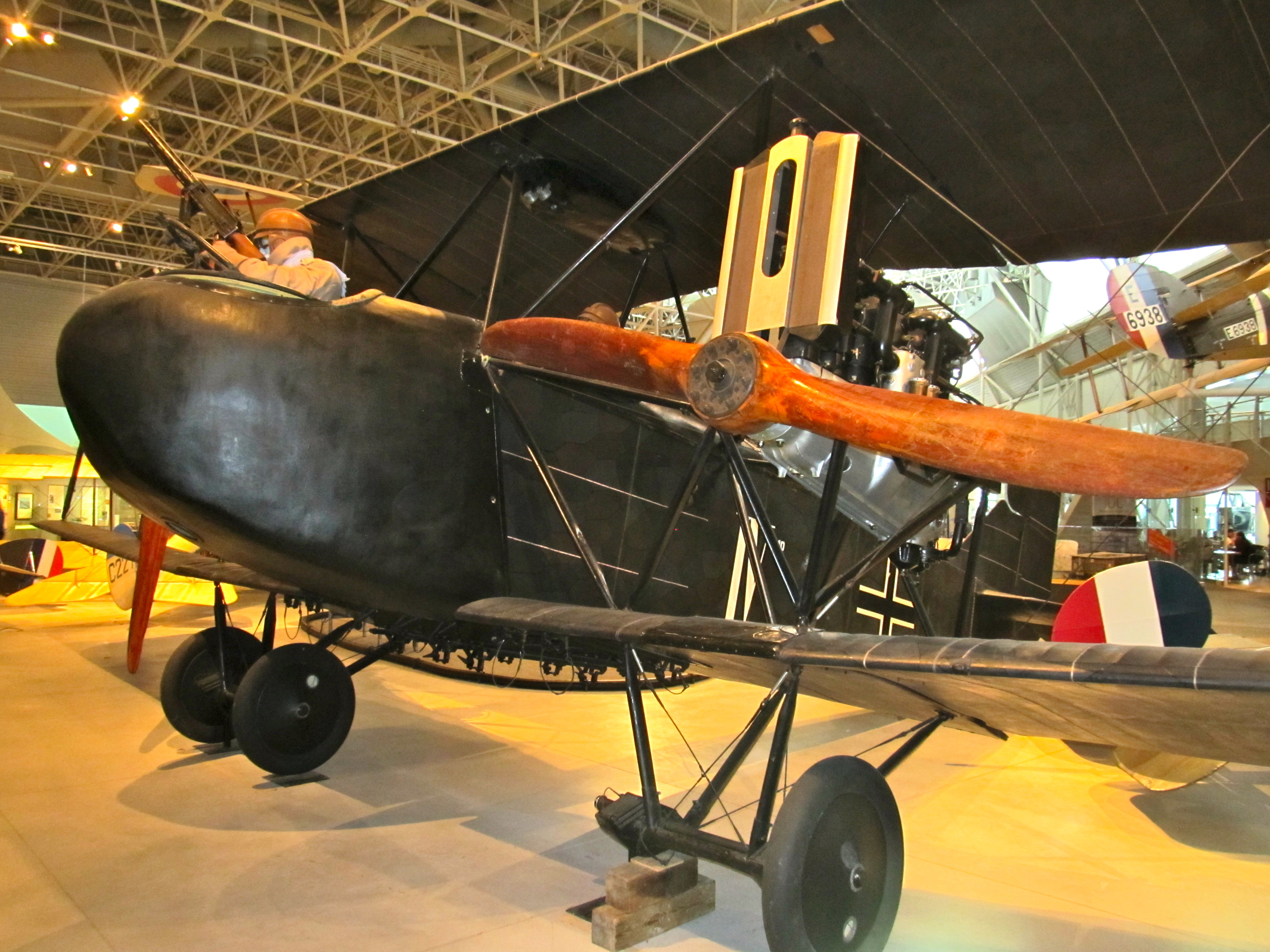
AEG G.IV im Canada Aviation and Space Museum, Ottawa
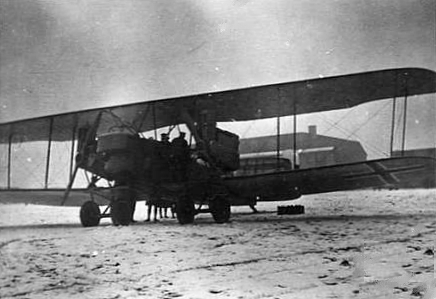
AEG G.IV, von britischen Besatzungstruppen 1919 in Köln-Bickendorf beschlagnahmt
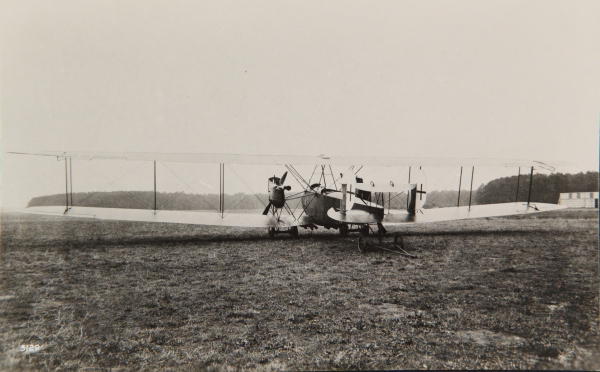
AEG G.V Leitwerksansicht
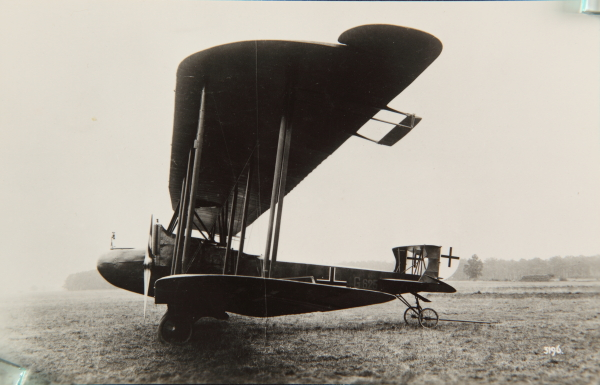
AEG G.V Seitenansicht mit Hilfsrudern an den Querrudern.

## Einsatz
Gedacht war zunächst, mit den AEG-„Großkampfflugzeugen“ sowohl gegnerische Flugzeuge als auch Bodenziele bekämpfen zu können. Der spätere Jagdflieger Manfred von Richthofen, der 1915 in dem ersten deutschen Bombengeschwader (Tarnbezeichnung „Brieftaubenabteilung Ostende“) auf einer G.II flog, beschrieb das schwerfällige Großkampfflugzeug als völlig untauglich zum Angriff auf andere Flugzeuge – ein Jagdflugzeug erforderte Wendigkeit, Schnelligkeit und Steigfähigkeit. Als Bomber eingesetzt, konnte die G.I wegen ihrer zu schwachen Motorleistungen nur eine sehr geringe Bombenlast mitführen.
Sowohl die AEG G.I als auch die im Juli 1915 folgende AEG G.II (GZ2) und die im Sommer 1916 in den Einsatz gelangende G.III litten an zu schwachen Motorleistungen; im Oktober 1916 operierten nur etwa 20 G.III an der Westfront und in Mazedonien.
Auch die folgende G.IV kam nicht an die Reichweite der mit den gleichen Motoren ausgerüsteten Gotha- oder Friedrichshafen-Langstreckenbomber heran, war aber deutlich schneller und wendiger. Sie erwies sich dadurch als taktischer Bomber, bei Nachtflügen oder zur Infanterieunterstützung als sehr erfolgreich. Das Flugzeug war für die Piloten leicht zu beherrschen und galt als robust und kampfkräftig. Die G.IV, meist mit grau-blauem Tarnanstrich oder einem Tarnbezug aus verschiedenfarbigen Sechsecken versehen, wurden an der Westfront, in Mazedonien, Italien und Rumänien eingesetzt und waren bei den Bombenangriffen auf zahlreiche Großstädte, darunter Saloniki, Bukarest, Verona, Venedig, Padua und Paris beteiligt und nahmen am letzten Bombenflug auf London am 19. Mai 1918 teil. Bei Langstreckenaufträgen musste die G.IV jedoch zulasten der Zuladung mit Zusatztanks ausgerüstet werden. Besonders bekannt wurden die Einsätze beim Kampfgeschwader der Obersten Heeresleitung (Kagohl) 4, dessen Staffelführer Hauptmann Köhl für seine wagemutigen, aber erfolgreichen Nachtbombenflüge mit dem Orden Pour le Mérite ausgezeichnet wurde. AEG G.IV flogen im rollenden Einsatz Schlacht- und Bombenangriffe bei der Deutschen Frühjahrsoffensive 1918, mitunter bis zu fünf Einsätze hintereinander mit kurzen Zwischenlandungen zum Auftanken und -munitionieren.
Im August 1918 waren immer noch 50 Maschinen im Frontbestand, die zum Teil bis zum Kriegsende flogen.
Die AEG G.V, die nicht mehr in den Fronteinsatz gelangte, flog 1919 neben einigen AEG G.IV als sechssitziges Passagierflugzeug bei der Deutschen Luft-Reederei.
Das einzige erhaltene Exemplar einer AEG G.IV und das einzig erhaltene deutsche Großflugzeug aus dem Ersten Weltkrieg ist im Canada Aviation and Space Museum in Ottawa ausgestellt.

## Technische Daten
| Daten                             | AEG G.I                         | AEG G.II                                       | AEG G.III                                      | AEG G.IV                                       | AEG G.IVb                                      | AEG G.IVk                                                         | AEG G.V                                 |
| --------------------------------- | ------------------------------- | ---------------------------------------------- | ---------------------------------------------- | ---------------------------------------------- | ---------------------------------------------- | ----------------------------------------------------------------- | --------------------------------------- |
| Baujahr                           | 1915                            | 1915                                           | 1916                                           | 1916                                           | 1917                                           | 1918                                                              | 1918                                    |
| Verwendungszweck                  | Bomber                          | Bomber                                         | Bomber                                         | Bomber                                         | Bomber                                         | Schlachtflugzeug                                                  | Bomber                                  |
| Besatzung                         | 3                               | 3                                              | 3                                              | 3                                              | 3                                              | 3                                                                 | 3                                       |
| Länge                             | 8,65 m                          | 11,00 m                                        | 9,20 m                                         | 9,85 m                                         | 9,70 m                                         | 9,70 m                                                            | 10,80 m                                 |
| Spannweite                        | 16,00 m                         | 20,00                                          | 18,44 m                                        | 18,44 m                                        | 24,00 m                                        | 18,44 m                                                           | 27,30 m                                 |
| Höhe                              | 3,46 m                          |                                                |                                                | 3,89 m                                         | 3,89 m                                         | 3,89 m                                                            | 4,50 m                                  |
| Flügelfläche                      | 59 m²                           |                                                | 67 m²                                          | 67 m²                                          | 78,5 m²                                        | 67 m²                                                             |                                         |
| Leermasse                         | 1160 kg                         |                                                | 2000 kg                                        | 2400 kg                                        | 2453 kg                                        | 2400 kg                                                           | 2700 kg                                 |
| Startmasse                        | 1960 kg                         |                                                | 3075 kg                                        | 3630 kg                                        | 3700 kg                                        | 3630 kg                                                           | 4800 kg                                 |
| zwei wassergekühlte Reihenmotoren | Mercedes D I; je 105 PS         | Benz Bz III; je 150 PS                         | Mercedes D IV; je 220 PS (8 Zylinder)          | Mercedes D IVa; je 191 kW/260 PS               | Mercedes D IVa; je 191 kW/260 PS               | Mercedes D IVa; je 191 kW/260 PS                                  | Mercedes D IVa; je 191 kW/260 PS        |
| Höchstgeschwindigkeit             | 125 km/h in NN                  |                                                | 150 km/h in NN                                 | 165 km/h in NN                                 | 160 km/h                                       | 160 km/h                                                          | 145 km/h                                |
| Dienstgipfelhöhe                  | 2400 m                          |                                                | 3500 m                                         | 4500 m                                         | 4500 m                                         | 4000 m                                                            | 6500 m                                  |
| Reichweite                        | 450 km                          | 700 km                                         | 700 km                                         | 700 km                                         | 750 km                                         |                                                                   | 1160 km                                 |
| Flugdauer                         |                                 |                                                |                                                | 4:30 h                                         |                                                |                                                                   | 6 h                                     |
| Steigzeit auf 800 m               | 10 min                          |                                                |                                                |                                                |                                                |                                                                   |                                         |
| Steigzeit auf 1000 m              |                                 |                                                | 6 min                                          | 5 min                                          |                                                |                                                                   | 6 min                                   |
| Steigzeit auf 4000 m              |                                 |                                                |                                                | 40 min                                         |                                                |                                                                   | 34 min                                  |
| Bewaffnung                        | ein 7,9-mm-MG (je 500 Patronen) | zwei 7,9-mm-Parabellum MG 14 (je 500 Patronen) | zwei 7,9-mm-Parabellum MG 14 (je 500 Patronen) | zwei 7,9-mm-Parabellum MG 14 (je 500 Patronen) | zwei 7,9-mm-Parabellum MG 14 (je 500 Patronen) | ein Parabellum MG 14 (je 500 Patronen) + eine 20-mm-Becker-Kanone | zwei Parabellum MG 14 (je 500 Patronen) |
| Bombenlast                        | 200 kg                          | 200 kg                                         | 300 kg                                         | 400 kg                                         | Bomben                                         | 600 kg                                                            | 800 kg                                  |
| Stückzahl                         | 10                              | 24                                             | ~120                                           | ~217                                           | 1                                              | 5                                                                 | ~151                                    |

## Leistungsvergleich
| Vergleichstypen, Mitte 1917 | Land                   | Besatzung | Motorstärke | max. Geschwindigkeit | Bombenzuladung | MG  | Gipfelhöhe | Reichweite |
| --------------------------- | ---------------------- | --------- | ----------- | -------------------- | -------------- | --- | ---------- | ---------- |
| AEG G.IV                    | Deutsches Reich        | 3–4       | 2 × 260 PS  | 165 km/h             | 400 kg         | 2–3 | 4500 m     | 700 km     |
| Rumpler G.III               | Deutsches Reich        | 3         | 2 × 260 PS  | 165 km/h             | 250 kg         | 2   | 5000 m     | 700 km     |
| Albatros G.III              | Deutsches Reich        | 3         | 2 × 220 PS  | 150 km/h             | 300 kg         | 2   | 5000 m     | 600 km     |
| Gotha G.IV                  | Deutsches Reich        | 3–4       | 2 × 260 PS  | 140 km/h             | 500 kg         | 2–3 | 5000 m     | 490 km     |
| Friedrichshafen G.III       | Deutsches Reich        | 3–4       | 2 × 260 PS  | 145 km/h             | 800 kg         | 2–4 | 4500 m     | 600 km     |
| Hansa-Brandenburg G.I       | Österreich-Ungarn      | 3         | 2 × 160 PS  | 143 km/h             | ? kg           | 2   | 4000 m     | 1000 km    |
| Létord LET 3B.3             | Frankreich             | 3         | 2 × 200 PS  | 157 km/h             | ca. 500 kg     | 2   | 4270 m     | 370 km     |
| Caudron G.IV                | Frankreich             | 2         | 2 × 120 PS  | 151 km/h             | ca. 300 kg     | 2   | 4700 m     | 275 km     |
| Handley Page Type O/100     | Vereinigtes Königreich | 4         | 2 × 250 PS  | 137 km/h             | 812,8 kg       | 4–5 | 2134 m     | 725 km     |
| Ca.32                       | Italien                | 4         | 3 × 100 PS  | 116 km/h             | 850 kg         | 4   | 3000 m     | 450 km     |